# Оршанский, Илья Григорьевич
Илья́ Григо́рьевич Орша́нский  (1846—1875) — российский учёный-правовед и историк еврейства в России. Брат Исаака Григорьевича Оршанского.

## Биография
Родился в Екатеринославе в зажиточной еврейской мещанской семье; учился в еврейской школе, где основательно изучил талмудическую и древнееврейскую литературу. В 1863 году поступил вольнослушателем в Харьковский университет. В 1864 году в Петербурге «Обществом распространения просвещения между евреями» была напечатана его первая статья «Талмудические сказания об Александре Македонском», написанная ещё под сильным влиянием Талмуда.
В октябре 1865 года он был зачислен на 2-й курс юридического факультета новооткрывшегося Новороссийского университета. В 1868 году он окончил университет со степенью кандидата права и ему было предложено остаться при университете при условии смены религии, что было для Оршанского неприемлемо. И он занялся исключительно литературной деятельностью. Участвуя в русских и еврейских газетах и в специально-юридических журналах, Оршанский, как юрист-теоретик, приобрёл прочную известность в русской цивилистической литературе.
Первое время его деятельности было посвящено, как и раньше, специально еврейскому вопросу. Совместно с М. Г. Моргулисом, он принимал активное участие в издании газеты «День» и множество его трудов впервые увидели свет именно на её страницах. В период 1869—1871 годов он напечатал ряд статей по различным вопросам экономического, общественного и юридического положения евреев в России, образовавших впоследствии два тома его сочинений: «Евреи в России» (СПб., 1872; 2-е изд., 1877) и 2) «Русское законодательство о евреях» (СПб., 1877). В его статьях ценно стремление осветить еврейский вопрос независимо от национальных пристрастий, с точки зрения исторических факторов.
После закрытия газеты «День» в 1871 году он переехал в Петербург и здесь начал сотрудничать в газете «Новое время», продолжая свою деятельность, направленную к защите еврейских интересов: но уже в это время он начал заниматься и другими, более общими вопросами.

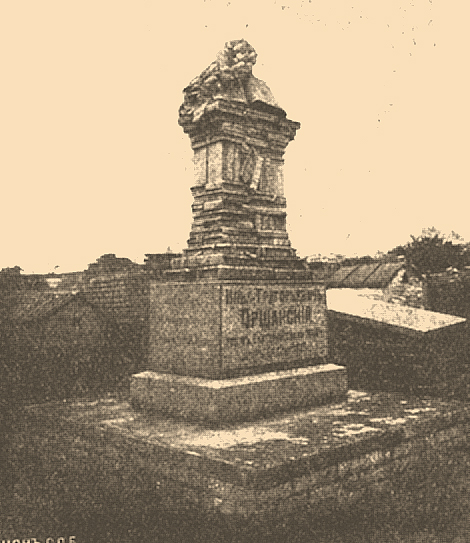
Могила Оршанского

Главная заслуга Оршанского состоит в том, что он пытался осветить смысл многих действующих норм и господствующее направление судебной практики с точки зрения общих принципов, добытых из исторического развития западноевропейского права, и показать наличность у нас факторов и начал, пережитых в Западной Европе и часто сливаемых, по недоразумению, в одно безразличное целое с новыми. Раскрыть происходящие отсюда у русских юристов противоречия и путаницу в понятиях и составляло задачу Оршанского. Умело соединяя исторические очерки развития отдельных институтов и начал права с критическим рассмотрением множества судебных решений, он в то же время вводит читателя в научное понимание права и придаёт научным положениям реальный практический смысл. В этом отношении статьи Оршанского: «О значении и пределах свободы воли в праве» (написана под сильным влиянием Лассаля), «Роль казённого интереса в русском праве», «Духовный суд и брачное право», «Частный закон и общее правило» и ряд других содержат много метких и ценных замечаний, указывающих практике возможность сознательного приспособления старого права к новым формам жизни.
Иногда у Оршанского, несмотря на большую эрудицию, был заметен недостаток последовательной научной подготовки, выражающийся в поспешных суждениях и в неустойчивости некоторых взглядов (особенно в статьях, посвящённых русскому обычному праву, имущественным отношениям супругов и критике решений сената).
Капитальная работа Оршанского по философии права — «Закон и воля», так и осталась неоконченной. Чахотка заставила Оршанского покинуть Петербург и с марта 1872 года, в течение трёх с половиной лет, он жил преимущественно за границей.
В 1890 году на его могиле был поставлен памятник; проект памятника вылепил из глины M. M. Антокольский; памятник был воспроизведён И. Я. Гинцбургом по эскизу Антокольского.